# Narodowy komunizm
Narodowy komunizm – koncepcja polityczna łącząca w sobie założenia nacjonalizmu i komunizmu. Choć ideologia komunistyczna ma charakter klasowy i internacjonalistyczny, to musi również ustosunkować się do problemu narodu. O ile część komunistów neguje problematykę narodową jako nieistotną lub szkodliwą (tzw. narodowy nihilizm), to inni uznają naród za wartość pozytywną. Akceptacja idei narodu ma miejsce najczęściej w dwóch przypadkach:
1. gdy komuniści uczestniczą w walce przeciw obcemu imperializmowi (np. o wyzwolenie kolonii);
2. gdy komuniści sprawują władzę i patriotyzm traktują jako środek jej legitymizacji.

## Narodowy komunizm w Rosji i ZSRR
Wobec słabości przemysłowego proletariatu w Rosji Lenin uznał, że sprzymierzeńcem w walce z caratem będą odśrodkowe ruchy uciskanych narodów, dlatego wprowadził do programu bolszewickiego zasadę samostanowienia narodów. W okresie rewolucji październikowej i wojny domowej idea połączenia niezależności narodowej z komunizmem znalazła oddźwięk m.in. na Ukrainie (gdzie działała Ukraińska Komunistyczna Partia borotbistów Ołeksandra Szumskiego) i wśród muzułmańskich ludów Rosji (Rosyjska Partia Muzułmańskich Komunistów-bolszewików Sayita Sułtan-Galijewa). Wspieranie narodowości peryferyjnych znalazło swój wyraz w polityce tzw. korienizacji realizowanej w ZSRR w latach 20.
Fiasko projektu rewolucji światowej i proklamowanie przez Stalina „socjalizmu w jednym kraju” doprowadziło do stopniowej waloryzacji nacjonalizmu rosyjskiego przez komunistów. Oznaczało to rozprawę z peryferyjnymi narodowymi komunizmami (m.in. ze zwolennikami Szumskiego na Ukrainie) i nawrót do tradycji imperium rosyjskiego (np. w 1938 r. wprowadzony zostaje obowiązek nauczania języka rosyjskiego). Zjawisko to przybrało na sile w okresie II wojny światowej, gdy Stalin mobilizował ludność przy pomocy haseł patriotycznych (np. ustanowienie orderów Aleksandra Newskiego, Suworowa i Kutuzowa), a nawet prawosławnych i panslawistycznych. W okresie narastania konfrontacji z Zachodem nacjonalizm rosyjski przyjął formę półoficjalnej doktryny państwowej (tzw. żdanowszczyzna); jej elementem stał się antysemityzm zamaskowany hasłem walki z syjonizmem.
Współcześnie tendencje narodowo-komunistyczne występują w Komunistycznej Partii Federacji Rosyjskiej.

## Narodowy komunizm w Niemczech
Przywódcy hamburskiej republiki radzieckiej Heinrich Laufenberg i Fritz Wolffheim w 1919 r. stworzyli w Komunistycznej Partii Niemiec (KPD) tzw. opozycję narodową pod hasłem wspólnego bloku z burżuazją narodową dla podjęcia rewolucyjnej wojny przeciw traktatowi wersalskiemu. W kwietniu 1920 r. wystąpili z KPD tworząc wraz z ultralewicowymi dysydentami Komunistyczną Partię Robotniczą Niemiec. Choć ich koncepcja została potępiona przez Lenina to kilka lat później wysłannik Kominternu Karol Radek dokonał rehabilitacji niemieckiego nacjonalizmu. Na międzynarodowej konferencji komunistycznej na temat faszyzmu we Frankfurcie nad Menem (marzec 1923 r.) Radek sformułował postulat stworzenia jednolitego frontu z niemieckimi nacjonalistami dla wykorzystania ich rewolucyjnego potencjału. W 1930 r. Komunistyczna Partia Niemiec podjęła hasła narodowe wydając „Program narodowego i społecznego wyzwolenia narodu niemieckiego”.
Po II wojnie światowej pierwsza organizacja maoistowska w RFN – Marksistowsko-Leninowska Partia Niemiec (MLPD) domagała się zwrotu Niemcom polskich ziem zachodnich i północnych. W 1972 r. przedstawiciele niemieckich nacjonalistów (Rebell) i maoistów (KPD/M-L – Neue Einheit) wydali deklarację stwierdzającą: „maoiści i narodowi rewolucjoniści są zgodni w walce przeciwko imperializmowi Stanów Zjednoczonych i ZSRR; […] niech żyją zjednoczone niezawisłe, socjalistyczne Niemcy!”.

## Narodowy komunizm w Europie Zachodniej
W Szwecji w latach 1929-37 istniała Partia Niezależnych Komunistów (Oberoende Kommunistiska Partiet) pod wodzą K. Kilboma, głosząca tezę o wyjątkowości sytuacji w Szwecji.
W czasie okupacji hitlerowskiej hasła narodowe zostały podjęte przez Francuską Partię Komunistyczną, która w 1941 r. ogłosiła, że „przedkłada interesy kraju ponad wszystko” i przystąpiła do tworzenia Frontu Narodowego Walki o Niepodległość Francji. W latach 70. XX w. FPK wysunęła koncepcję „socjalizmu w barwach narodowych Francji” (socialisme tricolore).

## Narodowy komunizm w Chinach
Formą narodowego komunizmu stał się maoizm, przez Mao Zedonga określany jako „schińszczony marksizm”. W tzw. okresie jenajskim (1936-45) narodowi komuniści zdominowali Komunistyczną Partię Chin; ich hasłami była walka o niepodległość Chin (w sojuszu z USA) i ustanowienie ustroju tzw. „nowej demokracji”, opartego na współpracy klas. Po zerwaniu z ZSRR chińskie kierownictwo zgłosiło roszczenia terytorialne wobec Związku Radzieckiego, obejmujące blisko jedną trzecią terytorium tego państwa. Mao głosił tezę, że centrum rewolucji światowej przesuwa się do Chin („Wiatr ze wschodu przeważa nad wiatrem z zachodu”), które stanąć miały na czele antyimperialistycznego sojuszu kolorowych ludów Trzeciego Świata. Równocześnie Chińska Republika Ludowa prowadziła politykę sinizacji mniejszości narodowych.

## Narodowy komunizm w innych krajach Azji
Narodowy charakter miał od początku komunizm w Wietnamie. Komunistyczna Partia Indochin powstała na bazie lewicowo-nacjonalistycznego Stowarzyszenia Wietnamskiej Młodzieży Rewolucyjnej (Hồ Chí Minh mówił: „Na początku patriotyzm, a nie komunizm kierował mnie w stronę Lenina i III Międzynarodówki”). Celem KPI i Partii Pracujących Wietnamu było wyzwolenie kraju spod obcej (japońskiej i francuskiej) okupacji, później jego zjednoczenie w walce z amerykańskim imperializmem, wreszcie utrzymanie niezależności od Chin.
W Holenderskich Indiach Wschodnich program komunistyczny z antykolonialnym nacjonalizmem panmalajskim łączyła Partia Mas (Partai Murba), na czele której stał Tan Malaka.
Silny komponent nacjonalistyczny występował również w ideologii Czerwonych Khmerów, którzy z kolei za cel stawiali sobie wyzwolenie spod wietnamskiej hegemonii.
Nacjonalistyczny charakter ma północnokoreańska doktryna dżucze, głosząca samowystarczalność socjalistycznej Korei w imię jej niezależności.

## Narodowy komunizm w Ameryce
W Ameryce Łacińskiej ideologia komunistyczna miała wymiar antyimperialistyczny, zwrócony przeciw uzależnieniu od USA, wyzwolenie narodowe łączyła z postulatem jedności Ameryki Łacińskiej. Czołowym teoretykiem latynoamerykańskiego komunizmu-antyimperializmu był José Carlos Mariátegui. Hasłem ugrupowań castrystowskich w Ameryce Łacińskiej stało się wezwanie Fidela Castro „Patria o muerte!” (Ojczyzna albo śmierć!).
W Argentynie od Komunistycznej Partii Argentyny, krytykującej reżim Peróna jako faszystowski, w 1946 r. oderwał properonowski Komunistyczny Ruch Robotniczy (Movimiento Obrero Comunista) R. Puiggrosa. W 1971 r. w Argentynie powstał Front Lewicy Ludowej (Frente Izquierda Popular) o programie "narodowo-trockistowskim", który w wyborach prezydenckich powstał kandydaturę Perona. W Boliwii trockistowska Rewolucyjna Partia Robotnicza (Partido Obrero Revolucionario) w latach 40. i 50. współpracowała z nacjonalistycznym Narodowym Ruchem Rewolucyjnym, w wyniku czego część trockistów przyłączyła się do MNR.
W Stanach Zjednoczonych w latach 40. popularność zdobyła teoria Earla Browdera, sekretarza generalnego Komunistycznej Partii USA, uznającego wyjątkowość kapitalizmu w Ameryce Północnej. Uznając pokojowe przerastanie kapitalizmu w socjalizm dzięki wygasaniu przeciwieństw klasowych Browder doprowadził w 1944 r. do zastąpienia partii komunistycznej przez Komunistyczne Stowarzyszenie Polityczne, działające w ramach amerykańskiego systemu dwupartyjnego.

## Narodowy komunizm na Bliskim Wschodzie
W ruchu komunistycznym Palestyny w 1943 r. doszło na tle narodowościowym do rozłamu na partię żydowską (Komunistyczna Partia Palestyny) i arabską (Liga Wyzwolenia Narodowego); działała też prosyjonistyczna organizacja Hebrajscy Komuniści. Komunistyczna Partia Izraela w 1948 r. poparła ekspansję Izraela. W 1965 r. z KPI wyodrębniła się żydowska frakcja Mikunisa-Sneha, która wspierała politykę zagraniczną Izraela; po dziesięciu latach połączyła się ona z lewicą syjonistyczną.
W 1947 r. doszło do rozłamu w komunistycznej organizacji egipskiej HADETU (Demokratyczny Ruch Wyzwolenia Narodowego): arabscy członkowie partii opowiedzieli się za jednolitą Palestyną, członkowie żydowscy (Henri Curiel, H. Schwartz, M. Izrael) za podziałem Palestyny na państwo żydowskie i arabskie.
Partia Pracujących Kurdystanu, zanim na początku XXI w. przyjęła ideologię „demokratycznego konfederalizmu”, łączyła nacjonalizm kurdyjski z marksizmem-leninizmem w wersji stalinowskiej.

## Narodowy komunizm w Europie Środkowo-Wschodniej
Komunistyczna Partia Jugosławii była w stanie wyzwolić kraj bez udziału Armii Czerwonej, co zapewniło komunistom jugosłowiańskim niezależność od ZSRR. Samodzielność KPJ doprowadziła do jej zerwania z międzynarodowym ruchem komunistycznym w czerwcu 1948 r. i narodzenia się tzw. titoizmu. Titoizm zakładał różnorodność narodowych dróg prowadzących do socjalizmu, a zarazem dążył do rozszerzenia wpływów Jugosławii poprzez stworzenie federacji bałkańskiej z udziałem Bułgarii, Albanii i Grecji. W Jugosławii ujawnił się też narodowy komunizm serbski Aleksandra Rankovicia (określony jako „konserwatywno-biurokratyczny” i „unitarystyczny”) oraz separatystyczny narodowy komunizm albański w Kosowie (Marksistowsko-Leninowska Komunistyczna Partia Albańczyków w Jugosławii).
Na Węgrzech o titoizm został oskarżony László Rajk, stracony przez stalinistów w 1949 r. Zwolennicy Rajka (Klub im. Petöfiego, potem Centralna Budapesztańska Rada Robotnicza) odegrali istotną rolę w rewolucji węgierskiej 1956 r. Kontynuatorem linii Rajka był Imre Nagy, komunistyczny premier, który ogłosił wystąpienie Węgier z Układu Warszawskiego w listopadzie 1956 r..
W Czechosłowacji o słowacki nacjonalizm oskarżono w latach 50. grupę Gustáva Husáka i Ivana Horvatha.
W pełni rozwinął się narodowy komunizm w Rumunii, gdzie tamtejsi komuniści zdobywszy władzę starali się uniezależnić od ZSRR. Nicolae Ceaușescu, który przejął w niej władzę w 1965 r. zniósł obowiązek nauki języka rosyjskiego, nie zerwał stosunków z Izraelem, utrzymywał kontakty z Komunistyczną Partią Chin, potępił interwencję Układu Warszawskiego w Czechosłowacji i odrzucił plany integracji gospodarczej w ramach RWPG. Niezależności na arenie międzynarodowej towarzyszył ostry kurs nacjonalistyczny wobec mniejszości etnicznych, asymilowanych w imię teorii „jednego socjalistycznego narodu rumuńskiego” (1977 r.). W największym stopniu dotknęło to siedmiogrodzkich Węgrów: w 1968 r. zniesiony został Węgierski Rejon Autonomiczny, stopniowo likwidowano węgierskie szkolnictwo. Naukową nadbudowę rumuńskiego nacjonalizmu zapewnić miała tzw. teoria dakorumuńska, która wywodząc Rumunów od zromanizowanych Daków z jednej strony proklamowała ich autochtoniczność w Siedmiogrodzie, z drugiej – separowała od narodów słowiańskich.

## Narodowy komunizm w Polsce
W II Rzeczypospolitej istniały formacje łączące idee narodowe z myślą marksistowską. Wśród nich można wyróżnić m.in. PPS-Opozycję, która deklarowała członkostwo w Kominternie, ale głosiła hasło niepodległej Polskiej Republiki Socjalistycznej. W szeregach Komunistycznej Partii Robotniczej Polski narodową tendencję przejawiała frakcja tzw. „większości” skupiona wokół Adolfa Warskiego, Marii Koszutskiej i Maksymiliana Horwitza. „Większość” doprowadziła na II zjeździe KPRP w 1923 do zaakceptowania postulatu niepodległości Polski, jednak na skutek poparcia przez nią w 1926 przewrotu majowego została odsunięta od kierownictwa partii. Narodowo-komunistyczne poglądy wyraził również Julian Brun w książce „Stefana Żeromskiego tragedia pomyłek”. W latach 30. tendencje narodowo-komunistyczne przejawiała Opozycja Robotnicza KPP oraz wydawane przez Józefa Łobodowskiego w 1934 r. pismo „Dźwigary”.
W okresie okupacji niemieckiej Polska Partia Robotnicza nie miała otwarcie komunistycznego charakteru, co sprawiło, że w jej szeregi napłynęło wiele osób przyciągniętych hasłami patriotycznymi:
Analizowanie ideologii PPR tylko przez pryzmat partyjnej publicystyki ukazuje nam nie partię marksistowsko-leninowską, ale prorosyjskie ugrupowanie nacjonalistyczne o radykalnym programie społecznym.
Stanowili oni bazę tzw. „odchylenia prawicowo-nacjonalistycznego”, o które został oskarżony w 1948 r. Władysław Gomułka. Niezależną partię komunistyczną usiłował stworzyć w czasie okupacji też Leon Lipski.
W czasach PRL podobne postawy były obecne niemal od początku, ich reprezentacją w komunistycznych władzach partyjnych była nieformalna frakcja PZPR nazywana „natolińczycy”. W trakcie odwilży gomułkowskiej w październiku 1956 roku miały miejsce demonstracje, podczas których na zmianę śpiewano Rotę i Międzynarodówkę, jak również wznoszono hasła antybolszewickie oraz popierające Gomułkę. Do idei narodowego komunizmu nawiązywało również środowisko skupione wokół Mieczysława Moczara (tzw. „moczarowcy”) m.in. w ramach nieformalnej PZPR-owskiej frakcji „partyzantów” (rozbitej w 1971 roku przez Edwarda Gierka) oraz Zjednoczenie Patriotyczne „Grunwald”.
Ze względu na łączenie idei Narodowej Demokracji (endecji) oraz idei komunistycznych w Polsce narodowy komunizm określany jest jako "endokomuna” (w przeciwieństwie do tzw. „żydokomuny”) lub „komunoendecja”.
Po 1989 r. narodowi komuniści związali się z ruchami populistycznymi takimi jak Samoobrona (Bożena Krzywobłocka, Ryszard Filipski, Bohdan Poręba) czy „Sierpień ‘80” (Józef Balcerek). Na początku XXI w. program bliski narodowo-komunistycznemu głosiła też Polska Socjalistyczna Partia Robotnicza. Obecnie do narodowego komunizmu odwołuje się zespół Sztorm 68 oraz Zjednoczenie Patriotyczno-Robotnicze „Grunwald”.

## Narodowy bolszewizm
Przed II wojną światową powstał nurt czerpiący z rozwiązań stosowanych w Rosji Radzieckiej, rozwijany głównie przez niemieckiego myśliciela metapolitycznego Ernesta Niekischa i nazywany narodowym bolszewizmem. Podobny rodowód miała również idea zadrugizmu, autorstwa polskiego filozofa Jana Stachniuka.